# Musée d'art de Hyvinkää
Le Musée d’art de Hyvinkää (finnois : Hyvinkään taidemuseo) est un musée situé à Hyvinkää en Finlande.

## Architecture

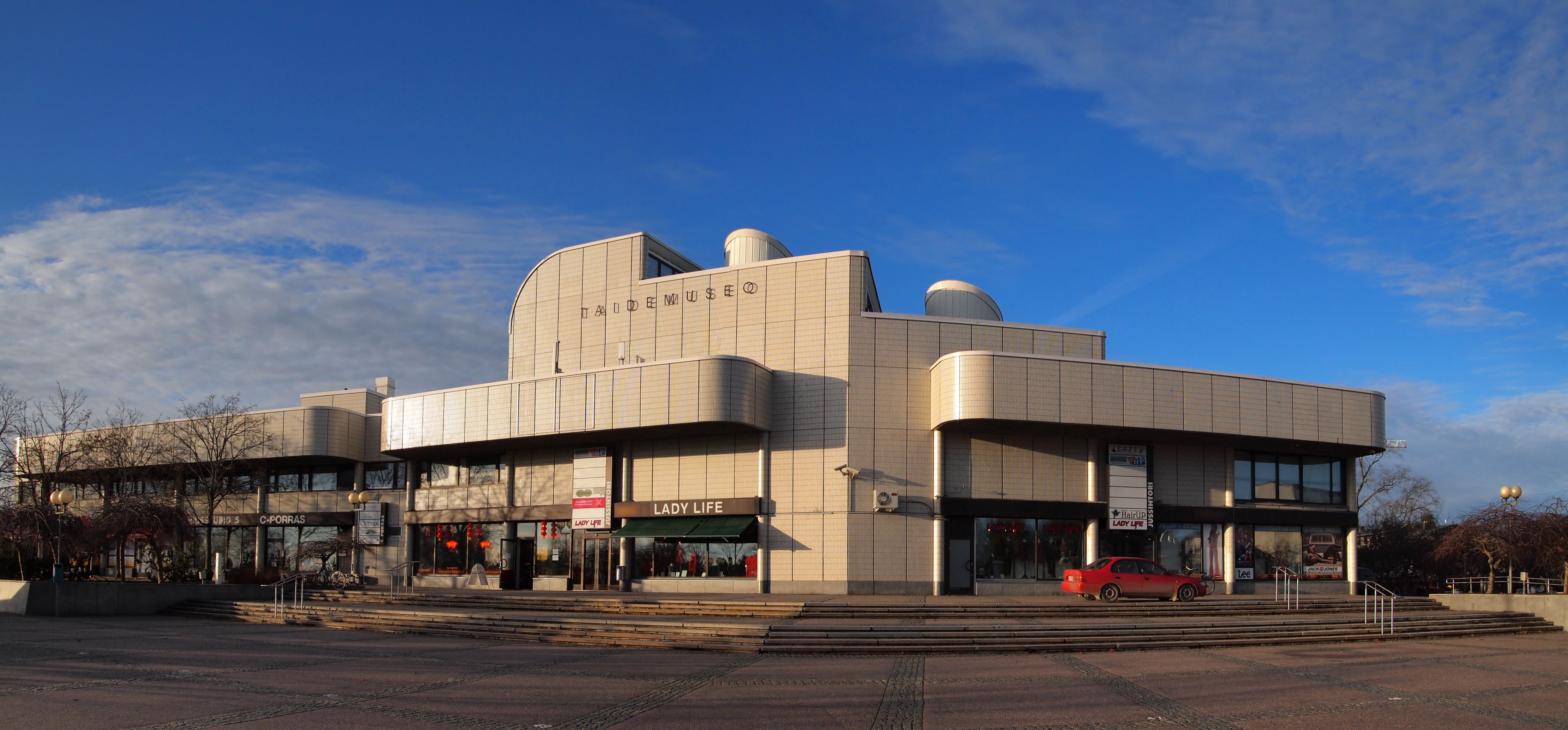
Le bâtiment Jussitori

Les installations du musée sont situées au deuxième étage de l'immeuble Jussitori. 
Le bâtiment a été conçu par Raimo et Ilmo Valjakka.
En 2015, le Musée de l'art a enregistré 15 349 visites, une majorité (13 345 visites) gratuites et une minorité (2 002 visites) payantes.
En 2022, le musée de la ville de Hyvinkää s'est installé dans les mêmes locaux à Jussintori, formant ainsi le Centre muséal Taika.

## Expositions
Le musée présente principalement de l'art finlandais et des œuvres de peintres de Hyvinkää de renom tels que Tyko Sallinen et Helene Schjerfbeck.
Deux œuvres d'Hélène Schjerfbeck ont été données au musée d'art : Marianne Ruovedellä (1926) et Asemapäällikön tytär (1918-1923) issues de collections privées. 
Les collections du musée comprennent Tyttö (1875) et Kaksi hahmoa (1943).
L'exposition permanente du musée comprend, entre autres, des œuvres de Yrjö Saarinen (fi) et de Kaapo Wirtanen (fi).
Le musée présente aussi des expositions temporaires.